# Cyclone (album Baby Bash)
Cyclone è il settimo album in studio del rapper statunitense Baby Bash, pubblicato il 30 ottobre 2007 dall'etichetta discografica RCA Records.

## Tracce
1. Numero Uno – 2:54
2. Cyclone (feat. T-Pain) – 3:57
3. Supa Chic – 3:39
4. Just Like That – 2:19
5. What Is It (feat. Sean Kingston) – 3:21
6. Mamacita (feat. Marcos Hernandez) – 4:02
7. Dip With You (feat. Aundrea Fimbres) – 3:20
8. Spreewells Spinnin' (feat. Queenie, Chingo Bling e Lucky Luciano) – 4:44
9. As Days Go By (feat. Paula DeAnda) – 4:28
10. Na Na – 4:40
11. Thrill Is Gone (feat. Ryan Tedder) – 4:26
12. Don't Stop (feat. Keith Sweat) – 3:52
13. Mean Mug (feat. Pimp C, Mistah F.A.B. & Da Stooie Bros.) – 3:55
14. Ronnie Ray All Day... Choppin' It Up (intervista) – 3:05